# شوشانیک آپویان
شوشانیک هاروتیونی آپویان (ارمنی: Շուշանիկ Հարությունի Ափոյան؛ زادهٔ ۱۷ اکتبر ۱۹۲۳ - ۹ اکتبر ۲۰۱۵) موسیقی‌شناس اهل ارمنستان بود.

## زندگی‌نامه
وی در ۱۷ اکتبر ۱۹۲۳ در ایروان به دنیا آمد و از کنسرواتوار دولتی کومیتاس ایروان کنسرواتوار سنت پیترزبورگ فارغ‌التحصیل گشت. وی برنده جوایزی همچون مدال موسس خورناتسی است. وی در ۹ اکتبر ۲۰۱۵ در سن ۹۱ سالگی در ایروان درگذشت و در آرامستان مرکزی ایروان (توخماخ) به خاک سپرده شد.